# Minerva 1909 Breslau
Minerva 1909 Wrocław – niemiecki klub piłkarski z siedzibą we Wrocławiu, działający w latach 1909–1945.

## Historia
W 1909 został założony klub Minerva 1909 Wrocław. W sezonie 1943/44 debiutował w Gauliga Schlesien, w której zajął 4 miejsce w Staffel 1.
W 1945 klub został rozwiązany.